# رزیدنت ایول: دنیای زیرین
رزیدنت ایول: دنیای زیرین (به انگلیسی: Resident Evil: Underworld) نام چهارمین کتاب نوشته شده توسط اس.دی. پری است که در ادامه داستان کتاب رزیدنت ایول: شهر مرده می‌باشد. این کتاب برای نخستین بار در ۱ می ۱۹۹۹ در ایالات متحده و به زبان انگلیسی منتشر شد. داستان این کتاب برگرفته از داستان سری بازی‌های مشهور رزیدنت ایول است.

## شخصیت ها
لیان اس کندی، کلر ردفیلد، ربکا چمبرز و سایر بازماندگان از داستان کتاب پناهگاه کالیبان داستان این کتاب را ایفا می‌کنند.